# Elsinho
Elson Ferreira de Souza (Porto Velho, 30 de Novembro de 1989) é um futebolista brasileiro que atua como lateral-direito, meia e ponta. Atualmente joga pelo Tokushima Vortis.

## Carreira

### Início da Carreira
Aos 17 anos Elsinho foi aprovado em uma peneira realizada pelo Genus de Porto Velho. Chegou a disputar a Copa São Paulo de Futebol Júnior por 2 anos, antes de se profissionalizar em 2009. Em Rondônia ainda jogou no Vilhena, onde conquistou o título do Campeonato Rondoniense em 2010, seu primeiro título como profissional, e depois saiu de sua cidade natal onde passou por Maringá, Remo e Nacional MG.

### CRB
Em 2012 Elsinho assinou com o CRB e logo se destacou no Campeonato Alagoano jogando como meia-atacante. Marcou um dos gols no 1º jogo da final do 1º turno da competição no empate de 2x2 contra o ASA e que nas penalidades o CRB acabou se tornando campeão. A boa fase continuou na Série B até que Elsinho teve propostas de times que disputavam a Série A. Elsinho deixou o clube como artilheiro e vice-líder de assistências do time. Chamado de Lateral artilheiro, disse ter muito carinho pelo clube.

### Figueirense
Em agosto de 2012, Elsinho foi contratado pelo Figueirense por pouco mais de R$ 500 mil.

### Vasco da Gama
Em janeiro de 2013 o Vasco anunciou Elsinho, que assinou contrato de um ano, como o novo lateral. Sua estreia com a camisa cruzmaltina aconteceu no amistoso contra o Ajax em São Januário. Elsinho se machucou antes do 1º jogo oficial do time, e quando retornou perdeu espaço no time titular.

### América Mineiro
Depois de 9 Jogos como titular em 14 disputados, Elsinho foi transferido ao America Mineiro em 2013, onde em pouco mais de 3 meses disputou 16 jogos, fazendo dois gols, inclusive um concorrendo ao gol mais bonito da competição, tendo seu contrato renovado por mais uma temporada.

### Kawasaki Frontale
Após o término do contrato com o Coelho, Elsinho acertou com o Kawasaki Frontale, do Japão.

## Títulos
Vilhena
- Campeonato Rondoniense: 2010

CRB
- Campeonato Alagoano: 2012

Kawasaki Frontale
- Campeonato Japonês: 2017, 2018